# Vận tốc phương vị
Vận tốc phương vị (hay vận tốc hoành) là hình chiếu của vận tốc của một điểm (trên hình là điểm A) lên đường thẳng vuông góc với vectơ bán kính {\displaystyle {\vec {OA}}}.

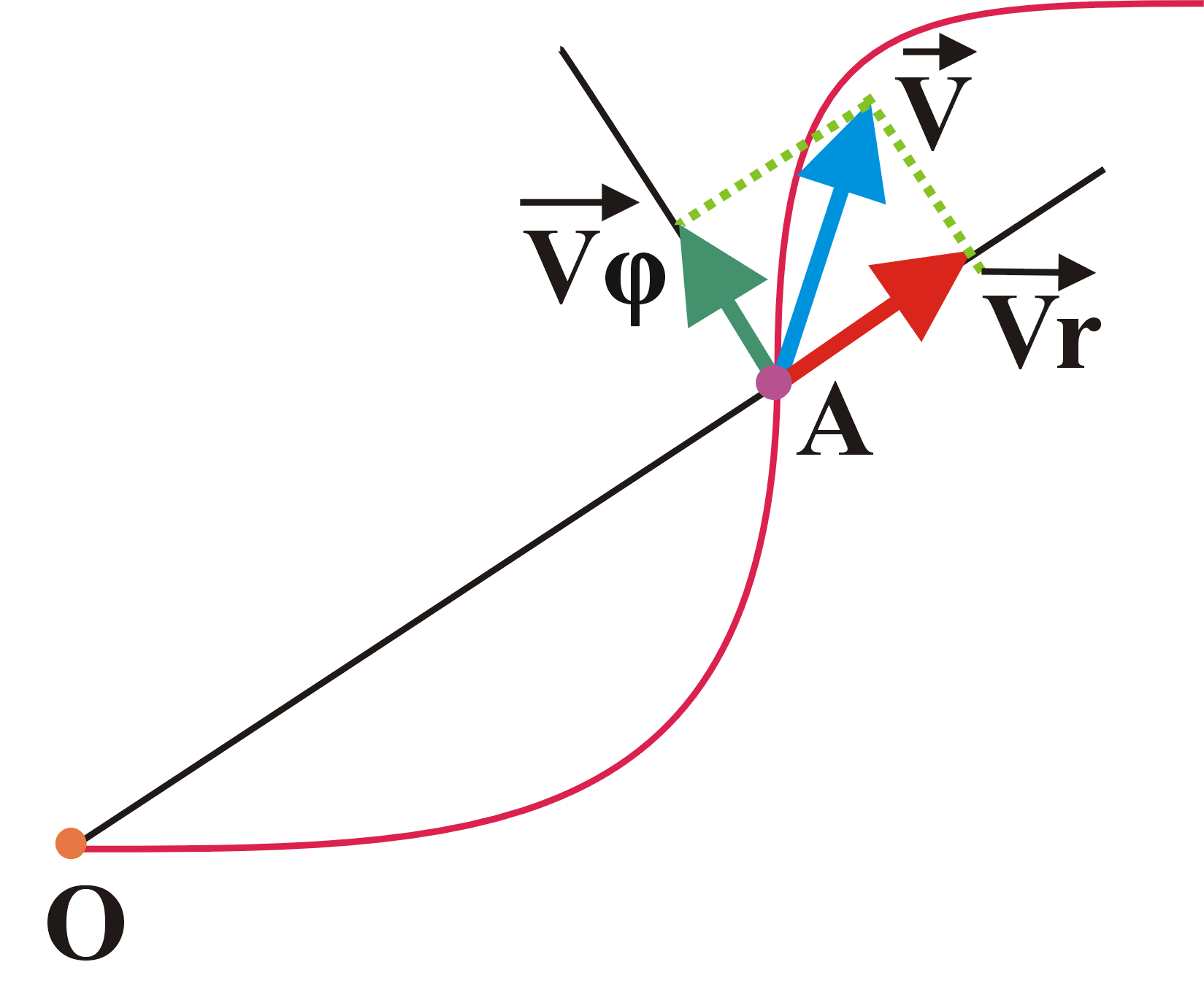
Vận tốc phương vị màu xanh lá.

Trong các hệ tọa độ trụ, cầu hay cực thì nó là một trong các thành phần của vận tốc (thành phần kia là vận tốc xuyên tâm hay vận tốc tia). Như thế, nó là vận tốc khái quát hóa trong các hệ tọa độ này.
Theo định nghĩa, vận tốc phương vị là đại lượng có hướng (vectơ) và độ lớn (môđun) của nó được tính theo công thức:
{\displaystyle v_{\phi }={\vec {v}}\cdot {\vec {e}}_{\phi }},
trong đó {\displaystyle {\vec {e}}_{\phi }={\frac {\partial {\vec {r}}}{\partial \phi }}} là vectơ đơn vị, có hướng dọc theo tọa độ {\displaystyle \phi }.
Nếu biểu diễn theo các tọa độ thì môđun của vận tốc phương vị bằng
{\displaystyle v_{\phi }=r{\frac {d\phi }{dt}}=r{\dot {\phi }}}